# 中国铁路25DK型客车
25DK型客车是中国铁路客车的一种型号。“DK”是“动车组控制车”汉语拼音的简称。25DK型客车是“蓝箭”动车组和“大白鲨”动车组中的拖车，没有动力装置，但有与动车端一致的司机室。

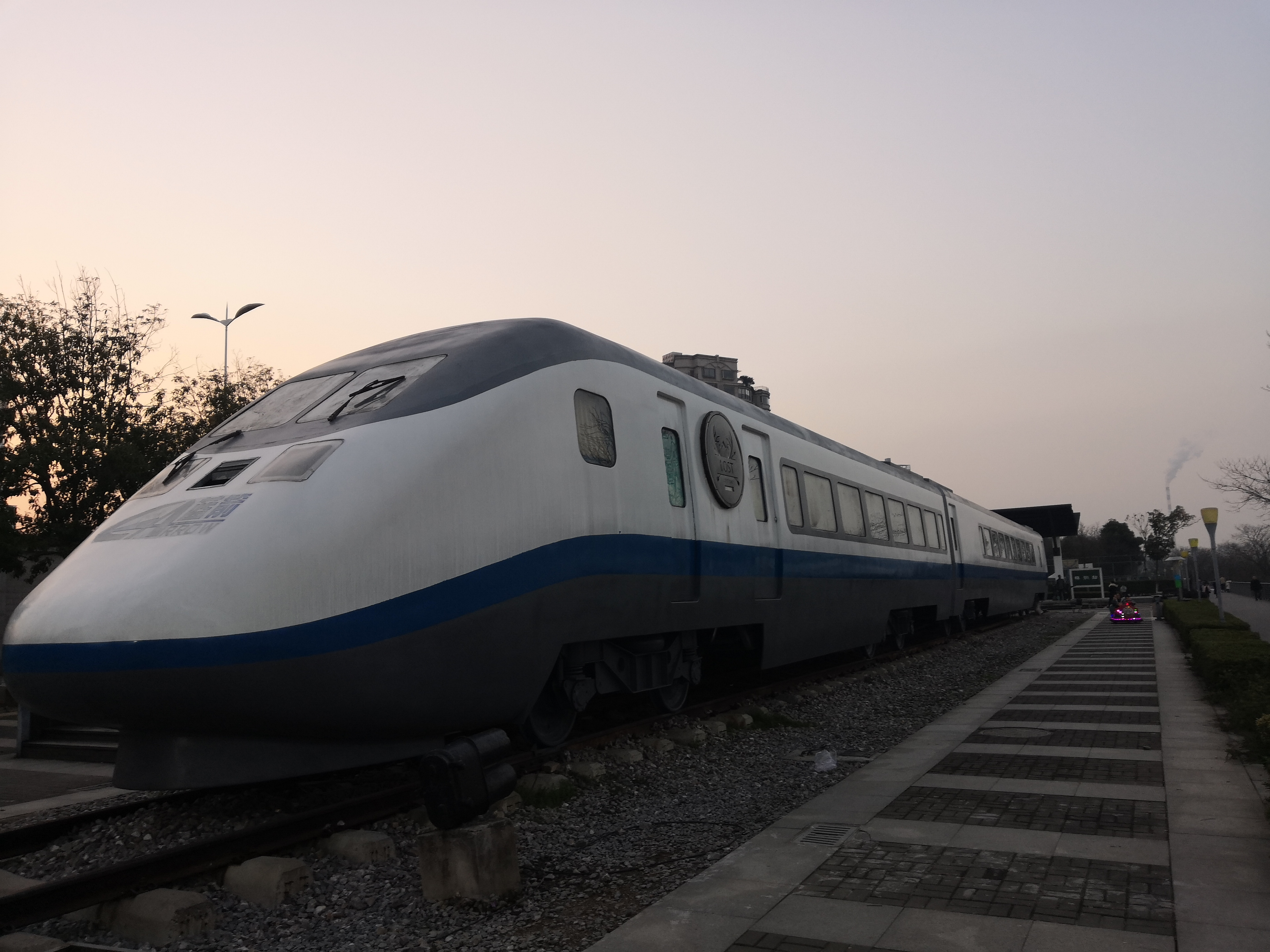
蓝箭动车组的25DK
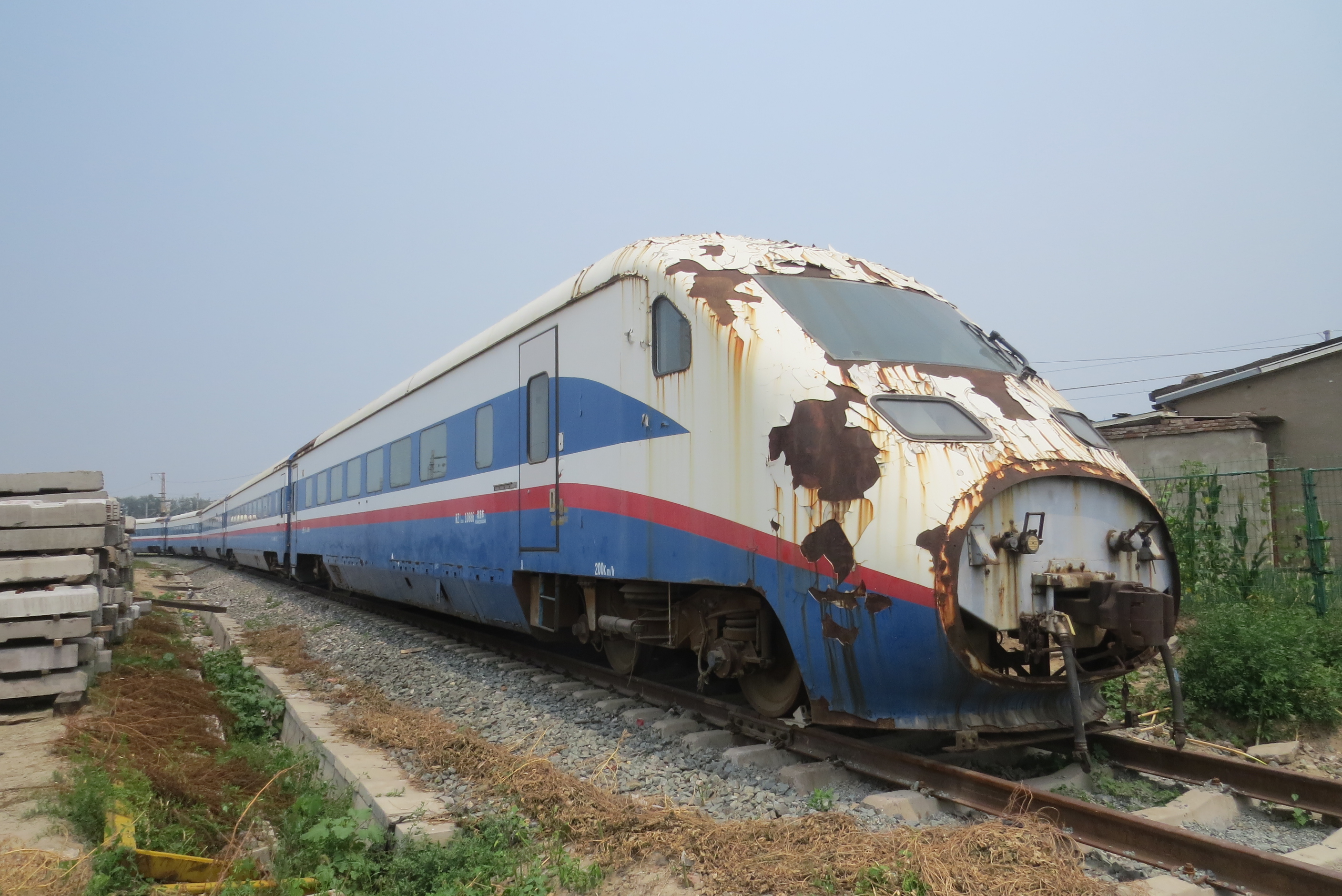
大白鲨动车组的25DK